# Richard L. Hanna
Ne doit pas être confondu avec Richard T. Hanna.
Richard Louis Hanna, né le 25 janvier 1951 à Utica (New York) et mort le 15 mars 2020 à New Hartford (New York), est un homme politique américain membre du Parti républicain. Il représente l'État de New York à la Chambre des représentants des États-Unis de 2011 à 2017.

## Biographie

### Jeunesse et carrière professionnelle
Né à Utica, Richard L. Hanna grandit à Marcy.
Il travaille dans le domaine de la construction pour poursuivre ses études d'économie au Reed College de Portland, dont il est diplômé en 1976, puis pour soutenir sa mère et ses sœurs après le décès de son père. Il lance par la suite sa propre société de construction, Hanna Construction, et devient millionnaire.

### Carrière politique
Richard L. Hanna se présente en 2008 à la Chambre des représentants des États-Unis dans le 24e district de l'État de New York, une circonscription historiquement favorable aux républicains modérés. Il est battu par le représentant sortant Mike Arcuri, élu en 2006, rassemblant 48 % des voix contre 52 % pour le démocrate. En 2010, il prend sa revanche. Profitant de la « vague républicaine » nationale, il l'emporte face à Arcuri avec 53 % des suffrages.
Il est réélu en 2012 dans le 22e district avec 60,7 % des voix. En 2014, il affronte la députée locale Claudia Tenney, qui estime qu'il a abandonné les valeurs conservatrices. Il ne remporte la primaire républicaine qu'avec 54 % des voix. Lors de l'élection générale, il est réélu avec 98,4 % des suffrages, sans opposant démocrate. Fin 2015, Tenney annonce vouloir retenter sa chance face à Hanna.
Frustré par les positions de son parti, qui « vote 63 fois contre l'Obamacare alors qu'il y a tant d'autres choses à faire », Richard L. Hanna ne se représente pas aux élections de 2016. Il estime également vouloir passer davantage de temps avec son épouse Kim et leurs enfants, Emerson et Grace.
Quand Claudia Tenney remporte la primaire républicaine pour lui succéder, il refuse de soutenir la républicaine. Deux ans plus tard, il apporte son soutien à Anthony Brindisi, l'opposant démocrate de Tenney.
Le 15 mars 2020, il meurt d'un cancer dans un hôpital proche de sa ville natale d'Utica, à New Hartford,.

## Positions politiques
Richard L. Hanna est considéré comme un républicain modéré ou pragmatique, dans la tradition des républicains Rockefeller (en) : conservateur sur les questions économiques et libéral sur les questions de société.
En 2011, il vote pour l'abrogation de l'Obamacare, estimant qu'une couverture santé universelle est ingérable. Il s'oppose cependant à l'arrêt des activités gouvernementales fédérales de 2013 pour abroger la réforme de la santé d'Obama.
S'il est soutenu par la National Rifle Association of America, il est en faveur du mariage homosexuel et du droit à l'avortement,. Alors que ses collègues républicains tentent de supprimer les fonds allouées au Planned Parenthood, il estime « ne pas [être] venu ici pour [s']attaquer à la santé des femmes ». Soutien de l'Equal Rights Amendment, il s'implique notamment dans le renouvellement du Violence Against Women Act en 2012.
Il annonce au mois d'août 2016 qu'il votera pour la démocrate Hillary Clinton à l'élection présidentielle et non pour le candidat de son parti, Donald Trump, qu'il qualifie de « honte nationale ». Il poursuit ses critiques vis-à-vis de Trump après son élection. Retraité du Congrès, il apporte son soutien à des candidats aussi bien démocrates que républicains.